# 龙腾大道
龙腾大道是中華人民共和國上海市徐匯區徐匯濱江一條南北走向道路，全長8.4公里，北起瑞寧路，南至徐梅路（徐浦大橋西端）。道路東側為黃浦江，沿途途徑龍美術館（西岸館）、余德耀美术馆、西岸藝術中心、油罐藝術中心、西岸藝島。龙腾大道於2010年上海世博会舉辦時期部分開通，2018年1月1日全線開通。